# Lee Man-hee (Regisseur)
Lee Man-hee (* 6. Oktober 1931 in Seoul, Chōsen, heute Südkorea; † 13. April 1975) war ein südkoreanischer Filmregisseur. Er drehte 51 Filme und deckte mit ihnen viele verschiedene Themen und Genres ab.

## Leben
Lee Man-hee wurde am 6. Oktober 1931 in Hawangsimni-dong in Seoul als jüngstes von 8 Kindern geboren. Während des Korea-Krieges dechiffrierte er feindliche Geheimtexte. Zwischen 1956 und 1961 arbeitete er als Regieassistent für die Regisseure Ahn Jong-hwa, Park Gu und Kim Myeong-je. 1961 gab er sein Regiedebüt durch Kaleidoscope (주마등) mit dem bekannten Schauspieler Kim Seung-ho. Ein Jahr später zeigte er mit Call 112, dass er auch kommerziell erfolgreiche Filme machen kann. Mit den Filmen Black Hair (1964) und The Devil’s Stairway (1964) begann er eine neue Ära für koreanische Horrorfilme. 1966 erschien mit Late Autumn (만추) einer seiner bekanntesten Filme. Der Film gilt als verschollen. Am 13. April 1975 starb er an Leberzirrhose als er dabei war, seinen Film A Road to Sampo zu beenden.
Er ist Vater der Schauspielerin Lee Hye-yeong.

## Filmografie
- 1961: Kaleidoscope (주마등 Jumadeung)
- 1961: A Disobedient Son (불효자 Bulhyoja)
- 1962: Call 112 (다이알 112를 돌려라)
- 1962: Until I Die (살아있는 그날까지 Sarainneun Geunalkkaji)
- 1963: Don’t Look Back (돌아보지 마라 Doraboji Mara)
- 1963: Marines Are Gone (돌아오지 않는 해병 Doraoji Anhneun Haebyeong)
- 1963: The Twelve Nyang Life (열두냥짜리 인생 Yeoldunyangjjari Insaeng)
- 1963: Han Seok-bong (한석봉)
- 1963: Soldiers of YMS504 (YMS 504의 수병)
- 1964: Where Can I Stand? (내가 설땅은 어디냐 Naega Seolddang Eodinya)
- 1964: The Devil’s Stairway (마의 계단 Ma-ui Gyedan)
- 1964: The Intimidator (협박자 Hyeopbakja)
- 1964: Black Hair (검은 머리 Geomeun Meori)
- 1964: The Chaser (추격자 Chugyeokja)
- 1964: Myohyang’s Elegy (묘향비곡 Myohangbigok)
- 1965: The Market Place (시장 Sijang)
- 1965: Heungmaek (흑맥)
- 1965: Seven Women Prisoners (7인의 여포로 Chil-in-ui Yeoporo)
- 1965: Heilong River (흑룡강 Heungnyonggang)
- 1966: A Hero without Serial Number (군번없는 용사 Gukbeoneobsneun Yongsa)
- 1966: Late Autumn (만추 Manchu)
- 1966: Unforgettable Woman (잊을 수 없는 연인 Ijeul Su Eobsneun Yeonin)
- 1966: A Water Mill (물레방아 Mullebanga)
- 1967: Swindler Mr. Heo (사기한 미스터 허 Sagihan Miseteo Heo)
- 1967: Legend of Ssarigol (싸리골의 신화 Ssarigor-ui Sinhwa)
- 1967: Oblivion (망각 Manggak)
- 1967: Horror of Triangle (삼각의 공포 Samgag-ui Gongpo)
- 1967: Homebound (귀로 Gwiro)
- 1967: A Spotted Man (얼룩무늬의 사나이 Eollugmunui-ui Sanai)
- 1967: The Starting Point (원점 Wonjeom)
- 1967: Heat and Cold (냉과 열 Naeng-gwa Yeol)
- 1967: Miracle (기적 Gijeok)
- 1967: Harimao in Bangkok (방콕의 하리마오 Bangkok-ui Harimao)
- 1968: Outing (외출 Oechul)
- 1968: Living in the Sky (창공에 산다 Changgong-e Sanda)
- 1968: A Journey (여로 Yeoro)
- 1968: Holiday (휴일 Hyuil)
- 1969: Assassin (암살자 Amsalja)
- 1969: Life (생명 Saengmyeong)
- 1969: Confess of Woman (여자가 고백할 때 Yeoja-ga Gobaekhal Ttae)
- 1969: Six Shadows (여섯개의 그림자 Yeosatgae-ui Geurimja)
- 1970: Goboi Gang-ui Dari (고보이 강의 다리)
- 1971: Break up the Chain (쇠사슬을 끊어라 Soesaseureul Kkeunheora)
- 1972: The Midnight Sun (영시 Yeongsi)
- 1972: 4 o’clock, Nineteen fifty (04:00 -1950-)
- 1972: Japanese Pirate (일본해적 Ilbonhaejeok)
- 1974: Cheongnyeo (청녀 Cheongnyeo)
- 1974: The wild flowers in the battle field (들국화는 피었는데 Deulgughwaneun Pieossneunde)
- 1974: A girl who looks like the sun (태양닮은 소녀 Taeyangdalmeun Sonyeo)
- 1974: A Triangular Trap (삼각의 함정 Samgak-ui Hamjeong)
- 1975: A Road to Sampo (삼포가는 길 Sampoganeun Gil)

## Auszeichnungen

### Blue Dragon Award
- 1963: Beste Regie für Marines Are Gone
- 1966: Beste Regie für The Market Place

### Grand Bell Award
- 1964: Beste Regie für Marines Are Gone
- 1967: Bester Film für Homebound

### Paeksang Arts Awards
- 1967: Bester Film für Late Autumn